# Tyr (film)
|  | Denne artikel er oprettet af botten Steenthbot ud fra en ekstern database. Den kan derfor have sproglige fejl eller mangler. Denne skabelon kan fjernes efter kontrol af indholdet. |

 For alternative betydninger, se Tyr. (Se også artikler, som begynder med Tyr)
Tyr er en dansk kortfilm fra 2002 instrueret af Anders Morgenthaler efter eget manuskript.

## Handling
En dybt ensom mand lever i sin lejlighed i et indbildt mareridt. En aften redder han ved et tilfælde sin kvindelige overbo. Hun føler, hun står i gæld til den plagede mand og beslutter sig for at redde ham.